# Bartłomiej Topa
Pour les articles homonymes, voir Topa.
Bartłomiej Filip Topa (né le 26 mai 1967 à Nowy Targ) est un acteur polonais.

## Filmographie partielle
- 2019 : Żelazny Most – Kacper
- 2018 : Kler – Père Leman
- 2011 : La Dette
- 2010 : Ojciec Mateusz – le photographe Tomasz Duszyński (ep. 33)
- 2004 : La Noce – Janusz, jeune homme
- 1994 : Tatort
- 1994 : Szczur – le voisin du dessous
- 1993 : Trois couleurs : Blanc – Jacek

### À la télévision
- 2014-2017 : Wataha : Adam "Grzywa" Grzywaczewski (12 épisodes)

## Récompenses et distinctions
- Meilleur acteur pour le rôle du Capitaine Kalicki dans Karbala au Netia Off Camera International Festival of Independent Cinema de 2016.